# Shag Harbour
Shag Harbour es una pequeña villa de pescadores que se encuentra a lo largo de South Shore en Nueva Escocia, una de las varias del Municipio de Barrington, Shelburne County. Tiene una población de aproximadamente 400–450 habitantes. Las principales ocupaciones se centran en la extracción de langosta, que tiene lugar a partir de noviembre hasta mayo. 
Shag Harbour tiene una tienda, una posada, oficina de correos, dos muelles, dos iglesias Bautistas y el museo Chapel Hill.

## Educación
La escuela elemental Evelyn Richardson Memorial roza la frontera entre Shag Harbour y la localidad vecina Woods Harbour. Su nombre honra a la escritora local Evelyn Richardson, que vivía en una pequeña isla adyacente a Shag Harbour. Isla Bon Portage, así como las “Outer Islands” (como son conocidas por los lugareños) fueron el escenario de la premiada novela We Keep a Light (1945), publicada en el Reino Unido como We Bought an Island.

## Incidente OVNI
Shag Harbour es conocido por algunos por su avistamiento ovni del año 1967, conocido como el incidente Shag Harbour.
El 4 de octubre de 1967, se reportó una extraña luz sobre los cielos de la comunidad costera de Shag Harbour. Varias personas dicen haber visto luces de un objeto que finalmente se estrelló en el océano. Los testigos indicaron a la policía que un pequeño avión se había precipitado en el puerto. Sólo burbujas y “espuma amarilla” fueron encontradas en el agua por los pescadores y rescatistas cuando llegaron al presunto lugar de hundimiento.
Varios documentales de televisión y un libro han surgido a raíz del incidente.